# フヨウサキナ
株式会社フヨウサキナは、北海道札幌市に本社を置く、美容器具・化粧品卸販売、健康食品等卸販売企業。
2008年7月に扶洋薬品西日本株式会社から株式会社フヨウサキナへ社名変更し、コーポレートブランド「SAQINA」を立ち上げる。
ブランドコンセプトは「一人ひとりの中にある自分らしさが花咲く」という意味がこめられている。
無料でお試し体験ができるサキナビューティーラウンジとサキナビューティースペースは全国に存在する。

## 概要、特徴
美容器具・化粧品を主に扱っている会社として知られている。その他にも、ヘアトリートメントやヘアエッセンスなどのヘアケア商品、ボディミルクやハンドクリームなどのボディケア商品、雑穀米などのフードケア商品、さらにはサプリメントやウィッグなども扱っている。
もともとサキナという会社ができたのは創業者がホームエステマシンと出会ったことがきっかけである。初めてホームエステマシンという存在を知った創業者は、それを商品として取り扱う自信がなかったため、7名の方にモニターを依頼した。すると、全員が実際にエステマシンを欲しいと申し込んできた。これをきっかけとして、ホームエステマシンの需要に気付き、店舗での無料体験方式による販売をスタートさせた。
また、サキナはアルファベットでSAQINAと書く。この語源は、
- Simple - 純粋で洗練されたシンプルさ
- Assured - 確かな技術と信頼
- Quality - 上質な商品とサービス
- Inside/Individual - 内面の/一人ひとりの中にある美しさ
- Natural - 自然な美しさ

というキーワードの頭文字により構成されている。

## 美容法
サキナの美容法は皮膚生理学の視点から生まれたものであり、美しい素肌（素肌美）を目指している。また、「う・な・は・だ・け」という言葉を素肌美の条件としている。これは次のそれぞれの言葉の頭文字をとったものである。
- う：うるおいがある - みずみずしく、しっとりとした肌
- な：なめらかである - ザラつきがなく、キメの整った肌
- は：ハリがある - ふっくらして、たるみのない肌
- だ：弾力がある - 内側から弾むような、柔軟性のある肌
- け：血色がよい - 血行が良く、ツヤツヤとした肌

## 主な商品

### その他
- UV化粧品
- メイク・カラー商品
- ボディ・ヘアケア商品
- サプリメント・フードケア商品
- オーダーメイドウィッグ

## 沿革
| 1981年 | 7月  | 扶洋薬品株式会社設立                                                                                  |
| 1982年 | 4月  | 扶洋薬品株式会社にて美容機器販売開始                                                                  |
| 1984年 | 11月 | 扶洋薬品西日本株式会社設立                                                                            |
| 1985年 | 5月  | コスミック 203/218 発売                                                                               |
| 1990年 | 2月  | 扶洋薬品東日本株式会社設立                                                                            |
| 1990年 | 3月  | コスミック 303/313 発売                                                                               |
| 1990年 | 8月  | エステファイヴ化粧品 発売                                                                             |
| 1991年 | 7月  | 扶洋薬品株式会社本社ビル竣工                                                                          |
| 1993年 | 6月  | エステファイヴ化粧品 シリーズ完成                                                                     |
| 1994年 | 2月  | アドバイザーカード（旧 デモンストレーターカード）導入                                                 |
| 1998年 | 8月  | 化粧品宅配 「リピートさん」開始                                                                       |
| 1998年 | 9月  | コスミックデュオ501/503 発売                                                                          |
| 2002年 | 9月  | サキナビューティープログラム20周年記念行事開催                                                        |
| 2002年 | 10月 | コスミックミュー705/706 発売                                                                          |
| 2007年 | 9月  | サキナビューティープログラム25周年記念行事開催                                                        |
| 2008年 | 7月  | 扶洋薬品東日本株式会社・扶洋薬品西日本株式会社合併 株式会社フヨウサキナ設立                           |
| 2009年 | 9月  | サキナビューティープログラム化粧品 発売                                                               |
| 2010年 | 2月  | サキナピノ 発売                                                                                       |
| 2010年 | 9月  | サキナSQシリーズ・サキナフードケア・サキナサプリメントケア 発売                                       |
| 2011年 | 2月  | サキナミュー 発売                                                                                     |
| 2012年 | 3月  | サキナビジュー 発売                                                                                   |
| 2012年 | 9月  | サキナビューティープログラム30周年記念行事開催                                                        |
| 2012年 | 10月 | サキナエイジングケアライン「ラエヴァ」化粧品 発売                                                     |
| 2013年 | 4月  | 咲カード（ポイントカード）導入                                                                        |
| 2014年 | 1月  | サキナベーシックケアライン化粧品 リニューアル発売                                                     |
| 2014年 | 4月  | サキナメンズケアライン「サキナメン」化粧品 発売                                                       |
| 2015年 | 3月  | サキナプロテクト・サキナベースメイク 発売                                                             |
| 2015年 | 4月  | 株式会社フヨウサキナ 代表取締役会長に奥村久雄 就任 株式会社フヨウサキナ 代表取締役社長に奥山敦啓 就任 |
| 2015年 | 9月  | サキナウィッグ 発売                                                                                   |
| 2018年 | 2月  | サキナエステマシン累積販売台数100万台突破                                                             |
| 2019年 | 6月  | サキナルルシェ 発売                                                                                   |
| 2020年 | 9月  | サキナエイジングケアライン「ラエヴァ」化粧品 リニューアル発売                                         |
| 2020年 | 11月 | サキナエステマシンお試しレンタル 開始                                                                 |
| 2022年 | 2月  | サキナルルシェLEDライト付 発売                                                                        |
| 2022年 | 4月  | 株式会社フヨウサキナ 代表取締役副社長に奥村大亮 就任                                                  |
| 2022年 | 9月  | サキナビューティープログラム40周年記念行事開催 サキナベーシックケアライン化粧品 リニューアル発売      |
| 2023年 | 7月  | 株式会社フヨウサキナ 代表取締役会長に奥山敦啓 就任 株式会社フヨウサキナ 代表取締役社長に奥村大亮 就任 |
| ------ | ---- | --- |